# 菅生王
菅生王（すげおいおう/すごうおう、生没年不詳）は、奈良時代の皇族。官位は正五位下・大膳大夫。

## 経歴
天平宝字2年（758年）淳仁天皇の即位に伴って、無位から従五位下に叙爵。大監物・少納言を歴任したのち、天平宝字7年（763年）阿波守に任ぜられて地方官に転じる。
称徳朝に入ると、天平神護2年（766年）従五位上に叙せられる。翌神護景雲元年（767年）少納言に任ぜられ京官に復帰すると、光仁朝にかけてこれを勤め、宝亀3年（772年）2月に中務大輔を兼ねる。しかし、同年10月に小家内親王との姦通罪により、菅生王は除名（官位剥奪）、小家内親王は皇籍を剥奪される。この小家内親王とは、三原王の皇女である小宅女王のことではないか、という説もあるが、淳仁天皇の一族（舎人親王の子孫）は恵美押勝の乱によって親王・内親王の称号を剥奪された筈であり、淳仁天皇の姪である小宅女王とは別人であるとする説もある。安田政彦は宝亀3年時点で内親王を称することが出来たのは聖武天皇の皇女か光仁天皇の姉妹もしくは皇女のみであるため、光仁天皇の姉妹がこの不祥事に理由に記録から抹消されたとみるべきではないかとしている。
翌宝亀4年（773年）に早くも本位の従五位上に復すと、大蔵大輔・中務大輔を歴任し、宝亀9年（778年）には正五位下・大膳大夫に叙任されている。

## 官歴
『続日本紀』による。
- 天平宝字2年（758年） 8月1日：従五位下（直叙）
- 天平宝字3年（759年） 11月5日：大監物
- 天平宝字5年（761年） 10月1日：少納言
- 天平宝字7年（763年） 4月14日：阿波守
- 天平神護2年（766年） 7月22日：従五位上
- 神護景雲元年（767年） 12月29日：少納言
- 時期不詳：兼信濃守
- 宝亀3年（772年） 2月16日：兼中務大輔。10月5日：官位剥奪（小家内親王との姦通罪）
- 宝亀4年（773年） 4月13日：従五位上
- 宝亀7年（776年） 3月6日：大蔵大輔
- 宝亀8年（777年） 正月25日：中務大輔
- 宝亀9年（778年） 正月16日：正五位下。2月23日：大膳大夫